# Timpone della Motta
De Timpone della Motta is een heuvel in Calabrië, in het zuiden van Italië, waar belangwekkende opgravingen zijn gedaan. De opgravingen worden uitgevoerd door de Rijksuniversiteit Groningen.

## Ligging
De Timpone della Motta ligt in de buurt van Francavilla Marittima en Civita. Het is een heuvel in de uitlopers van het Pollinogebergte, met uitzicht over de Sibaritide, een kustvlakte aan de Ionische Zee, rondom de antieke stad Sybaris. Deze stad werd in de achtste eeuw voor Christus gesticht door Griekse kolonisten. De inheemse bevolking van het gebied op dat moment waren de Oinotriërs. Vlak bij de Timpone della Motta is het grafveld Macchiabate gevonden; dit grafveld was in gebruik van de achtste tot de zesde eeuw voor Christus.

## Archeologische resten
Op de Timpone della Motta zijn twee soorten archeologische resten gevonden: een heiligdom op de top van de heuvel en bewoningsresten op de lager gelegen terrassen.

### Het heiligdom
Het heiligdom is gevonden op de platte heuveltop, op de akropolis. Het vroegste gebouw hier is een hoefijzervormige hut uit de Midden-Bronstijd, waarin overigens geen aanwijzingen zijn gevonden dat het om een cultusplaats gaat.
Op dezelfde plek is een  absidiaal gebouw gevonden, daterend uit de achtste eeuw v.Chr. Hier werden de resten van een groot weefgetouw aangetroffen, bestaande uit een rij bijzondere, want versierde, weefgewichten; gewichten van kleinere getouwen en meer dan 300 spinklosjes getuigen mede van een intensieve textielproductie. In de voorhof van het gebouw werden de resten van een altaar vrijgelegd. De as hiervan, oorspronkelijk opgestapeld tegen de zuidmuur van het gebouw, bevatte onverbrande dierenbotten en potscherven. Analyse van deze as bracht geen plantenresten aan het licht, wat het vermoeden versterkt dat het gebouw een cultische functie vervulde.
Na deze fase zijn op de Timpone della Motta een drietal tempels gebouwd, de meest zuidelijke over het absidiale gebouw heen; deze tempels getuigen van zowel Griekse als inheemse invloeden (720-650 v.Chr.). Ook deze gebouwen, opgetrokken met behulp van rijen dikke palen geplaatst in in de rots uitgehakte gaten, werden vervangen en wel door vier tempels met stenen fundamenten (650-610 v.Chr.).
De hierop volgende fase is nog onduidelijk, een dik grindpakket over de meest zuidelijke tempel is vermoedelijk gebruikt als podium voor een nieuw gebouw, maar hiervan werden geen resten gevonden. Tijdens de opgravingen van 2008 is een nieuw altaar aangetroffen, misschien een aanwijzing dat er in de zesde eeuw v.Chr. inderdaad een tempel stond.
In het heiligdom werd een inscriptie gevonden waarin een atleet een deel van zijn prijs aan de godin Athene opdraagt. Dit leidt tot de interpretatie dat het heiligdom op de Timpone della Motta aan Athene gewijd was.

### Bewoningssporen
In de helling van de heuvel zitten vervlakkingen, de zogenaamde plateaus, waarop sporen van bewoning zijn aangetroffen. Op plateau I is onderzoek gedaan met proefsleuven en testputten. Hieruit is gebleken dat er vanaf de midden-bronstijd bewoning heeft plaatsgevonden op dat plateau. Die bewoning loopt door tot in de archaïsche periode.